# Secuestro de Colleen Stan
Colleen J. Stan (nacida el 31 de diciembre de 1956) es una mujer estadounidense que fue secuestrada y mantenida como esclava sexual por Cameron y Janice Hooker en su casa de Red Bluff, California, durante siete años, entre 1977 y 1984. En el juicio de Cameron Hooker, la experiencia de Stan fue descrita como algo sin precedentes en la historia del FBI.
Su caso recibió publicidad internacional y ha sido objeto de múltiples libros, películas y series de televisión.

## Secuestro
El 19 de mayo de 1977, Colleen Stan hacía autostop desde su casa en Eugene, Oregón, donde vivía con sus padres y dos hermanas, hasta la de un amigo del norte de California, a donde Colleen se dirigía para asistir a una fiesta de cumpleaños. Cameron Hooker de 23 años y Janice Hooker de 19 años (nacido el 5 de noviembre de 1953) secuestraron a Stan, de 20 años, después de recogerla. Stan declaró que era una autoestopista experimentada y que había dejado pasar dos vehículos antes de aceptar el viaje con Hooker. Al parecer, "se sintió confiada al subir a la camioneta azul", porque la mujer de Hooker, Janice, y su bebé iban en el coche. Parecían un joven matrimonio de aspecto formal, y en principio se mostraron amables y conversadores. Cuando pararon en una gasolinera del camino, Stan fue a usar el baño. "Una voz me dijo que corriera y saltara por la ventana y no mirara nunca atrás", recordó, pero calmó sus temores y volvió al coche. Según los testimonios de Stan y Janice Hooker, una vez que se quedaron solos en una zona aislada, Hooker se apartó de la carretera, detuvo el vehículo y puso un cuchillo en la garganta de Stan. Luego la maniató, la amordazó y le aprisionó la cabeza dentro de una "caja de madera para la cabeza" que estaba diseñada para impedir la entrada de luz, sonido y aire fresco.

## Encarcelamiento
Antes de secuestrar a Colleen, Cameron, por entonces trabajador de un aserradero (propiedad de la maderera Diamond International Lumber Mill), y Janice habían llegado a un acuerdo para que él pudiera capturar a una esclava que ocupara el lugar de Janice, a quien hasta ese momento Cameron había utilizado como sirvienta sexual, haciendo realidad sus fantasías sacadas de revistas porno sadomasoquistas. Según el acuerdo, no debía haber sexo con penetración con Stan, pero esto cambiaría más tarde. La primera noche del secuestro, Cameron colgó a Stan de las muñecas, la desnudó, la atacó físicamente a latigazos y la dejó con los ojos vendados y suspendida hasta que la llevó a la caja.
Tras su secuestro, Stan declaró que la torturó a latigazos y con una sola comida al día y la mantuvo encerrada 23 horas diarias tendida en una caja de madera que había hecho expresamente para ello como la caja para la cabeza, hasta que le dio un contrato que le obligó a firmar como esclava de por vida en enero de 1978. A la vista de la caja, apoyada contra su bolso debajo de la cama, había una foto de Marie Elizabeth Spannhake, una víctima anterior cuyo cuerpo nunca se encontró. Además, declaró que Cameron le hizo creer que estaba siendo vigilada por una gran y poderosa organización llamada "La Compañía" dedicada a crear esclavos y a la que él pertenecía, que la torturaría dolorosamente y dañaría a su familia si intentaba escapar. Stan se convirtió así en una esclava a la que se refería como "K"; fue obligada a llamar a Cameron "Amo" y no se le permitió hablar sin permiso. 
Al parecer, Cameron quería que Stan fuera como el personaje femenino de la novela erótica francesa de 1954, Historia de O, y pronto empezó a violarla oralmente. Cameron no quería tener sexo vaginal con ella porque lo consideraba un incumplimiento del acuerdo con su esposa. En vez de ello, la violó vaginal y analmente con instrumentos. Después, la familia Hooker se trasladó a una casa móvil en Red Bluff con Stan, donde la mantuvo encerrada en la caja de madera colocada bajo la cama de agua de la pareja. Les oía cada vez que hacían el amor y en 1978, Janice dio a luz a su segundo hijo en la cama de agua encima de Stan.
Stan dijo que su fe en Dios y la creencia en una posibilidad de escapar la ayudaron a sobrevivir; su mayor temor era "La Compañía", que Cameron "reforzaba" amenazándola con ello a diario. Para evitar castigos dolorosos, Stan intentaba cumplir sus mandatos, lo que más tarde le permitió salir a correr, trabajar en el jardín, cuidar a los niños de la familia en la casa móvil y ayudarle a construir alojamientos más grandes (como un calabozo subterráneo) para más futuras esclavas. Incluso con una puerta abierta, vecinos y un teléfono, no hizo ningún intento de escapar ya que, según ella, su miedo a "La Compañía" le impedía buscar ayuda.
Además, a Stan se le permitió visitar a su familia sola en 1981, pero no reveló su situación por miedo a las posibles consecuencias. Su familia pensó que estaba involucrada en una secta debido a su ropa casera, delgadez, la falta de dinero y la ausencia de comunicación a lo largo de los años. Sin embargo, no querían presionarla por temor a que se alejara para siempre. Al día siguiente, Stan regresó para una segunda visita, con Cameron Hooker haciéndose pasar por su novio. En el juicio, Stan explicó que estaba contenta por haber visitado a su familia y que por ello pudieron tomar una fotografía de ella y Cameron sonriendo felizmente juntos.
Según Stan, Hooker temía haber dado demasiada libertad a su esclava y la llevó de vuelta a su casa rodante, donde la encerró en la caja de madera bajo su cama de agua; permaneció de nuevo en la caja 23 horas al día durante los tres años siguientes. Se declaró ante el tribunal que a los hijos de Hooker se les decía que "K" se había ido a casa; sin embargo, una vez que sus hijos se habían ido a la cama, Cameron Hooker sacaba a Stan de la caja para alimentarla y torturarla con golpes y pequeñas descargas eléctricas. Se dice que no se le permitía hacer ningún ruido y que tenía que permanecer inmóvil en la caja 23 horas seguidas tendida en la oscuridad, con poco aire para respirar. Durante los veranos, las condiciones eran especialmente duras para ella, ya que la temperatura en su caja podía superar los 38 °C. Para alimentarse, comía restos de comida.

## Consecuencias

### Fuga y juicio
No fue hasta 1983 que Stan fue presentada de nuevo a los niños y a los vecinos; también se le permitió conseguir un trabajo como camarera en un motel cercano. Hooker quería que Stan se convirtiera en su segunda esposa, y empezó a violarla sobre la cama conyugal, lo que supuso un punto de inflexión para Janice. Janice confesó que -ya a partir de su primera cita- también había sido torturada, se le había lavado el cerebro y Cameron se había referido a ella como "puta" a lo largo de los años. Janice declaró además que sobrevivió a su relación mediante la negación y la compartimentación. En agosto de 1984, Janice que había empezado a asistir a reuniones bíblicas, empezó a luchar consigo misma y finalmente acudió a Stan para informarle de que Hooker no formaba parte de "La Compañía". Sin embargo, mantuvo que la organización sí existía. En una entrevista televisada para Girl in the Box, Stan contó al entrevistador que entonces fue hasta la estación de autobuses y telefoneó a Hooker para informarle de que lo dejaba, y que él reaccionó rompiendo a llorar; Stan cogió posteriormente un autobús para volver a casa. En los meses siguientes, no se puso en contacto con la policía, pero siguió llamando a Hooker con regularidad; en el juicio lo explicó diciendo que quería dar a Hooker, a petición de Janice, una oportunidad de reformarse. Tres meses después, Janice confesó la verdad a su pastor y animada por él denunció a su marido a la policía e informó al teniente Jerry D. Brown, de la policía de Red Bluff, de que Cameron había secuestrado, torturado y asesinado de un disparo a Marie Elizabeth Spannhake, que había desaparecido el 31 de enero de 1976. Las autoridades no pudieron localizar los restos de la mujer. Debido a la falta de pruebas físicas, no se presentaron cargos de asesinato.
Chris Hatcher, psicólogo forense y creador de perfiles criminales, testificó a favor de la acusación de Cameron al comienzo del juicio de 1985, y Janice testificó en contra de su marido a cambio de inmunidad plena. Al final, Hooker fue condenado a penas de prisión consecutivas que sumaban un total de 104 años por agresiones sexuales, secuestro y uso de un cuchillo en el proceso. Originalmente no podía obtener la libertad condicional hasta 2023, pero el Programa de Libertad Condicional para Mayores de California adelantó la fecha de su audiencia siete años, hasta 2015. El 16 de abril de 2015, su solicitud de libertad condicional fue denegada, por lo que no sería elegible para otra audiencia hasta 2030. Sin embargo, debido a la pandemia de COVID-19, los funcionarios de California se pusieron en contacto con Stan y le informaron de que estaban estudiando la posibilidad de conceder la libertad condicional a Hooker en marzo de 2021. En lugar de una audiencia de libertad condicional, las autoridades programaron una audiencia en septiembre de 2021 para decidir si se debía clasificar a Hooker como depredador sexualmente violento, lo que daría lugar a su internamiento civil en un hospital estatal.

### Después del juicio
Después del juicio, Stan estudió para obtener un título de contabilidad y, como informó Mara Bovsun en un artículo del New York Daily News del 9 de marzo de 2014, "trató de seguir adelante con una vida normal, pero la miseria la persiguió: una serie de matrimonios fallidos y un hijo problemático, ahora en la cárcel". Stan también se unió y fue voluntaria del Centro de Refugio para Mujeres de Redding, una organización para ayudar a mujeres maltratadas. Janice retomó su apellido de soltera, Lashley, se convirtió en trabajadora social asociada y ha trabajado como profesional de la salud mental. Stan ha cambiado su apellido; tanto Janice como Stan siguen viviendo en California. No se comunican entre sí.

### Impacto cultural

#### Películas
La trama principal de la película de terror estadounidense de estilo documental, The Poughkeepsie Tapes (2007), se basó en este caso.
El 10 de septiembre de 2016 se estrenó en Lifetime una película para televisión basada en el caso, titulada Girl in the Box, protagonizada por Addison Timlin en el papel de Colleen Stan, Zane Holtz en el de Cameron Hooker y Zelda Williams en el de Janice Hooker. La película fue seguida por un documental de dos horas de duración titulado Colleen Stan: Girl in the Box.

#### Literatura
El caso está documentado en el libro Perfect Victim: The True Story of the Girl in the Box (1989), de la fiscal Christine McGuire y Carla Norton, y se hace referencia a él en la novela de Kathy Reichs Monday Mourning (2004). En 2009 se publicó una versión actualizada de la historia de Stan, Colleen Stan, The Simple Gifts of Life, de Jim Green.

#### Música
La canción de 1990 "Girl in a Box" del grupo alternativo Blake Babies está basada en este caso.
En 1996, la banda de rock estadounidense Elysian Fields lanzó una canción titulada "Jack in the Box" para su álbum de estudio debut, Bleed Your Cedar, que se puso a la venta ese mismo año. Su contenido lírico ahonda en la experiencia de Stan al ser encerrada por Cameron en la caja que compartía con su mujer, y alude al poder que tenía sobre ella. El caso inspiró el nombre del grupo texano de ruido experimental Black Leather Jesus de Richard Ramírez.
En 2012, se estrenó en Estocolmo (Suecia) una pieza de ópera corta llamada Den 4444:e dagen (Día 4444) basada en el secuestro y compuesta por Patrik Jarlestam y Jonas Bernander.
En 2023, la banda Sauce de Argentina publicó "Un amor en caja" inspirada en el caso de Stan. Alan Kevin Rojas cuenta que luego de ver el documental de "Girl in the box" buscó más información y culminó en una interesante letra que "Muestra el odio vestido de amor".